# Sutton Peak, Antarktis
Sutton Peak är en bergstopp i Antarktis. Den ligger i Västantarktis. Chile gör anspråk på området. Toppen på Sutton Peak är 1 410 meter över havet, eller 223 meter över den omgivande terrängen. Bredden vid basen är 1,7 km.
Terrängen runt Sutton Peak är huvudsakligen lite bergig. Trakten är obefolkad. Det finns inga samhällen i närheten. 